# Киловар-час
Киловар-час (квар·ч) — внесистемная единица измерения части электрической энергии (реактивной энергии), прошедшей из-за реактивной составляющей электрической мощности; производная единица от внесистемной вар (междунар. var), где вар представляет собой сокращение от вольт-ампер реактивных (Volt-ampere reactive). Используется в народном хозяйстве для измерения с помощью современных электронных счётчиков электрической энергии на характеристики дополнительных потерь в системах подвода электроэнергии, которые могут быть значительны из-за нагрузок, имеющих большую ёмкостную или индуктивную составляющие.
Перетоки реактивной мощности между потребителем и энергоснабжающей организацией нецелесообразны, так как приводят к увеличению требуемой мощности электрических генераторов, трансформаторов, сечения подводящих кабелей (из-за снижения пропускной способности). В общем случае, реактивная составляющая тока питающей сети потребителя приводит к повышению активных потерь на оборудовании энергоснабжающей организации, и, как следствие, к падению напряжения у потребителя. Поэтому значительную реактивную мощность необходимо компенсировать непосредственно у потребителя, например, через установку пассивных или активных корректоров коэффициента мощности.
Для учёта реактивной энергии используют специальные счётчики, которые способны отдельно его учитывать.